# Simon Klüter
Simon Klüter (22 de febrero de 1996) es un deportista alemán que compite en remo.
Ganó dos medallas en el Campeonato Mundial de Remo, en los años 2022 y 2023, y una medalla de plata en el Campeonato Europeo de Remo de 2022.

## Palmarés internacional
| Campeonato Mundial | Campeonato Mundial       | Campeonato Mundial | Campeonato Mundial  |
| Año                | Lugar                    | Medalla            | Prueba              |
| ------------------ | ------------------------ | ------------------ | ------------------- |
| 2022               | Račice (República Checa) | Medalla de bronce  | Cuatro scull ligero |
| 2023               | Belgrado (Serbia)        | Medalla de plata   | Cuatro scull ligero |
| Campeonato Europeo |                          |                    |                     |
| Año                | Lugar                    | Medalla            | Prueba              |
| 2022               | Múnich (Alemania)        | Medalla de plata   | Cuatro scull ligero |